# Landurile Austriei
Austria este o Republică federală, formată din nouă state federale (sing.: Bundesland, pl.: Bundesländer). 
Constituția Austriei le numește state (sing.: Land, pl.: Länder). Ele dispun fiecare de un Parlament propriu, denumit "Landtag", care este un organ legislativ independent, ale cărui competențe sunt prevăzute de Constituția austriacă de la 1920 (modificată și republicată în 1929). Parlamentul federației se numește "Bundesrat" și emite legile cu aplicabilitate la nivelul întregii Republici Federale.
Guvernele landurilor (sing.: Landesregierung, pl.: Landesregierungen) sunt, pe de o parte, organele executive independente ale Landurilor și, pe de altă parte, un element al Administrației federale (Mittelbare Bundesverwaltung).
Există următoarele nouă Landuri:
|    | Land-ul            | Blazon | Capitala   | Populația | Suprafața în kmp | Densitatea populației (loc./kmp) | Orașe | Alte localități |
| 1. | Burgenland         |        | Eisenstadt | 276.419   | 3.965            | 69,7                             | 13    | 158             |
| 2. | Carintia           |        | Klagenfurt | 559.440   | 9.536            | 58,7                             | 17    | 115             |
| 3. | Austria Inferioară |        | St. Pölten | 1.552.848 | 19.178           | 81                               | 74    | 499             |
| 4. | Austria Superioară |        | Linz       | 1.387.086 | 11.982           | 115,8                            | 29    | 416             |
| 5. | Salzburg           |        | Salzburg   | 521.238   | 7.154            | 72,9                             | 10    | 109             |
| 6. | Stiria             |        | Graz       | 1.190.574 | 16.392           | 72,6                             | 34    | 509             |
| 7. | Tirol              |        | Innsbruck  | 683.317   | 12.648           | 54                               | 11    | 268             |
| 8. | Vorarlberg         |        | Bregenz    | 356.590   | 2.601            | 137,1                            | 5     | 91              |
| 9. | Viena              |        | –          | 1.590.242 | 415              | 3.831,9                          | 1     | 0               |

Stema Austriei de Jos
Stema Austriei de Sus
Blazonul federației austriece